# 黑潭
黑潭（中國大陸譯為布莱克浦；香港譯為黑池；台灣譯為黑潭，讀音：/ˈblækˌpul/ⓘ) ，英國英格蘭西北區域的單一管理區，屬於名譽的蘭開夏郡一部分，有142,700人口，佔地34.92平方公里，行政總部位於布萊克本。
黑潭西臨愛爾蘭海，東、南、北三方被蘭開夏郡包圍：東北與懷爾區相鄰，東南與法爾德區相鄰。黑潭以東南325公里（202英里）達英國首都倫敦，以東南偏東24公里（15英里）達蘭開夏郡郡治普雷斯頓。

## 語源
從前有一條排水道流經一個泥煤沼澤，把被污染的水排入愛爾蘭海，途中形成一個黑色（black）的池（pool），該地故此得名「Blackpool」。

## 地方沿革
《1888年地方政府法案》在1889年4月1日生效，黑潭成為郡自治市，獨立於蘭開夏郡議會。《1972年地方政府法案》在1974年4月1日生效，黑潭成為蘭開夏郡的非都市區（Non-metropolitan district）。1992年成立的英格蘭地方政府委員會（Local Government Commission for England）建議黑潭成為單一管理區，不再是非都市區，在1998年4月1日生效至今。
蘭開夏郡既是非都市郡，又是名譽郡，而黑潭是單一管理區。如將蘭開夏郡看待為非都市郡，黑潭不屬它的一部分；如將蘭開夏郡看待為名譽郡，黑潭行政上仍屬它的一部分。

## 旅遊
黑潭著名的現代休閒度假地。海勒姆·馬克沁建造的遊樂場、摩天輪，及1950年开始舉辦的國際標準舞比賽也很有名。

### 景點
- Blackpool Zoo & Dinosaur Safari[2]
- Sandcastle Waterpark
- Pleasure Beach
- Blackpool Tower

## 交通
黑池電車是英國僅存的唯一一條第一代電車線，來往英格蘭蘭開夏郡的黑池與弗利特伍德。

## 地理

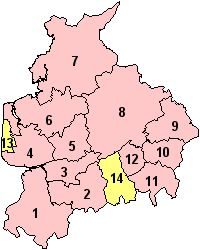
蘭開夏郡行政區劃圖：
1. 蘭開夏郡西區
2. 喬利區
3. 南里布爾區
4. 法爾德區
5. 普雷斯頓
6. 懷爾區
7. 蘭開斯特市
8. 里布爾河谷區
9. 彭德爾區
10. 伯恩利區
11. 羅森代爾區
12. 欣德本區
13. 黑潭
14. 布萊克本-達溫

黑潭在英格蘭西北部，西岸臨愛爾蘭海，東、南、北三方被蘭開夏郡包圍：東北與懷爾區相鄰，東南與法爾德區相鄰。

### 鄰近大城鎮
以下列出黑潭行政總部布萊克本附近的大城市（方位以布萊克本為量度點）：
| 城市             | 方位 | 距離（公里 / 英里） | 距離（公里 / 英里） | 備註             |
| ---------------- | ---- | ------------------- | ------------------- | ---------------- |
| 倫敦（西敏宮）   | 東南 | 325 km              | 202 mi              | 英國首都         |
| 普雷斯頓         | 東南 | 24 km               | 15 mi               | 蘭開夏郡郡治     |
| 利兹             | 東   | 99 km               | 62 mi               | 位於西約克郡     |
| 利物浦           | 南   | 45 km               | 28 mi               | 位於默西賽德郡   |
| 曼徹斯特         | 東南 | 66 km               | 41 mi               | 位於大曼徹斯特郡 |
| 布拉德福德       | 東   | 86 km               | 53 mi               | 位於西約克郡     |
| 谢菲尔德         | 東南 | 116 km              | 72 mi               | 位於南約克郡     |
| 特倫特河畔斯托克 | 東南 | 113 km              | 70 mi               | 位於斯塔福德郡   |

## 圖片集

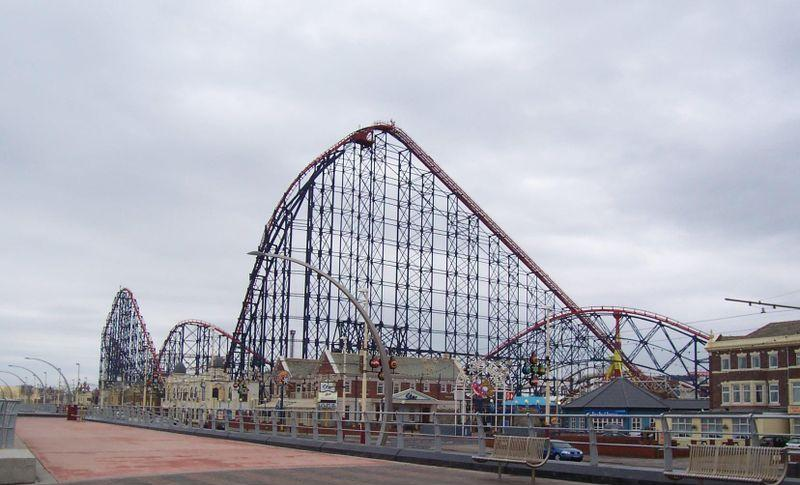
過山車「Pepsi Max Big One」
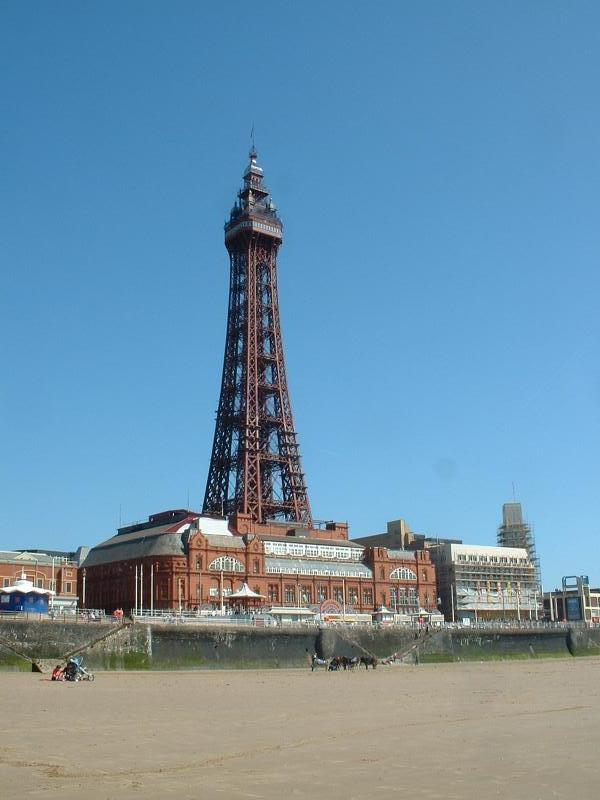
地標「Blackpool Tower」
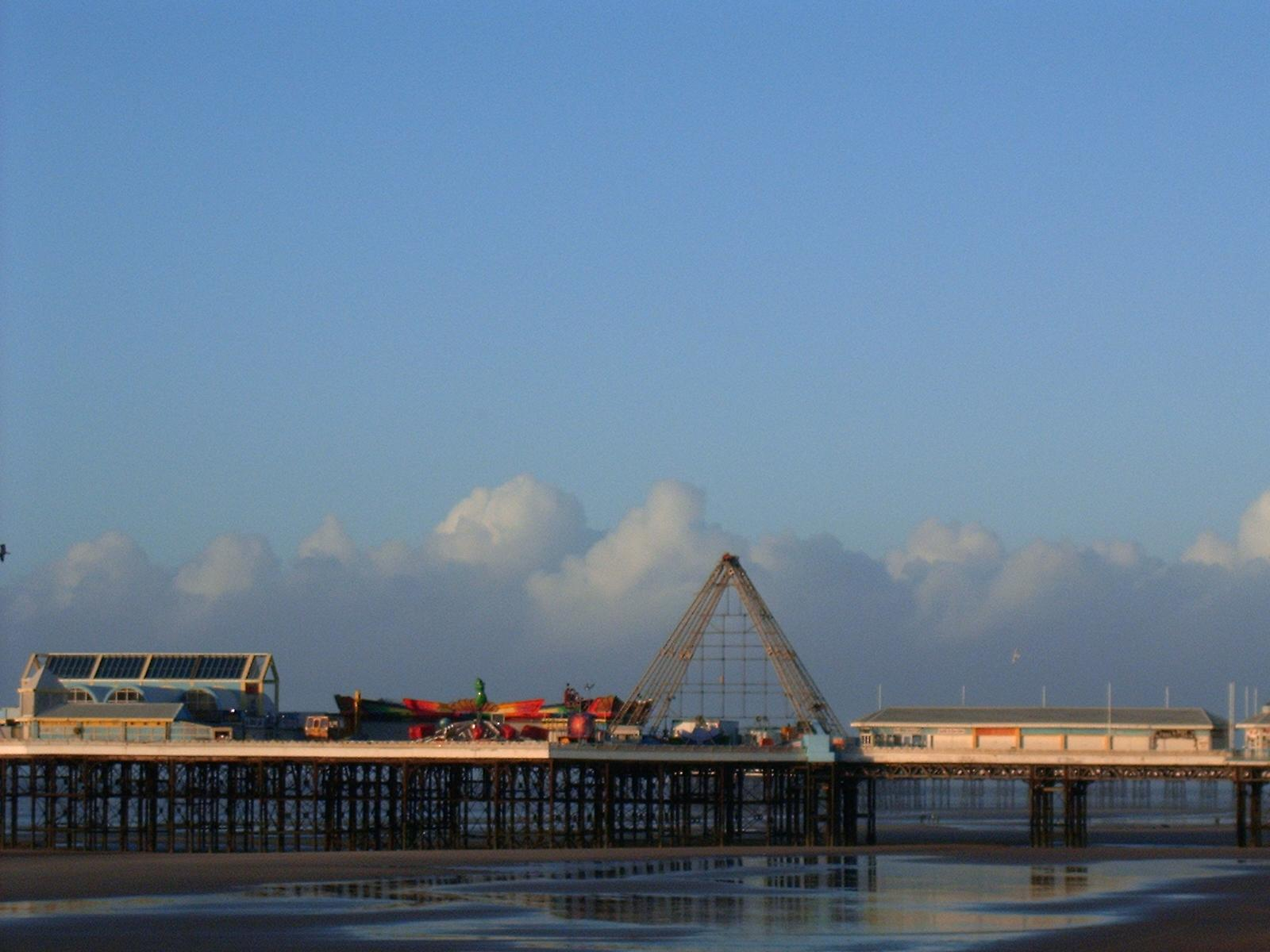
中央碼頭
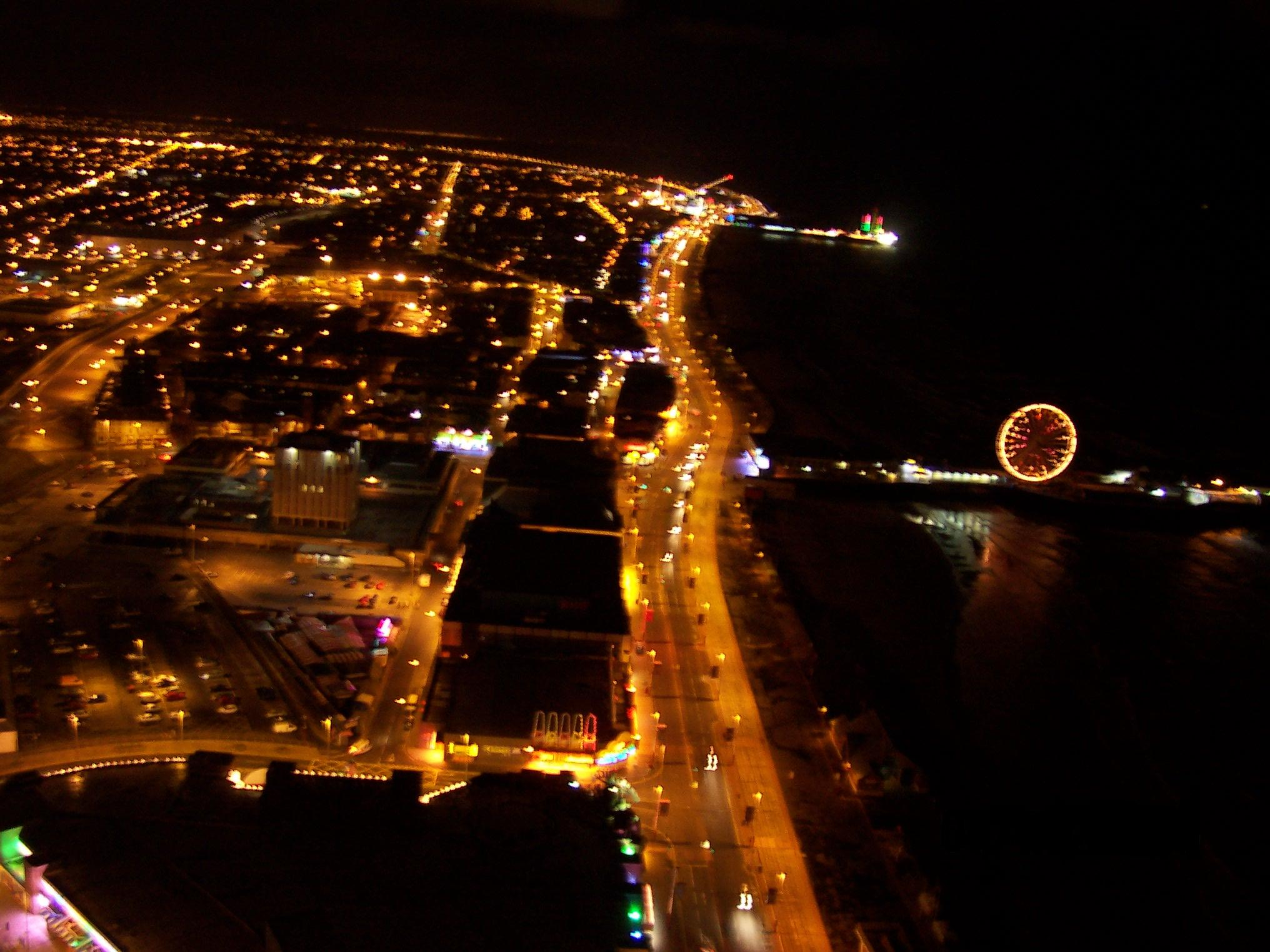
夜景

## 外部連結
- （英文）黑潭議會（页面存档备份，存于）
- （英文）《紐約時報》《Tacky, Wonderful Blackpool》

53°48′51″N 3°03′1″W / 53.81417°N 3.05028°W